# Tempio di Vesta (Palatino)
Il tempio di Vesta sul Palatino era un tempio dell'Antica Roma.
L'identificazione del tempio, che le fonti ricordano come costruito da Augusto presso la propria casa, non è unanimemente accertata.
Tra i resti di edifici religiosi nell'angolo sud-occidentale del colle c'è quello di un podio subito a nord delle Scalae Caci, la cui forma potrebbe essere circolare e quindi assimilabile al culto di Vesta che aveva il suo cuore nel vicino tempio di Vesta al Foro Romano.